# Окова
Oкова (яп. おこわ или 御強) — это традиционное для японской кухни блюдо из риса на пару, приготовленное из клейкого риса, смешанного с мясом или овощами. Иногда его добавляют с дикорастущими травами (сансай окова) и каштанами в горшочках (кури окова). Обычно это варёный клейкий рис, смешанный с фасолью адзуки для придания ему красного цвета, но также существует и праздничный вид, приготовленный путём одновременного отваривания обычного риса с фасолью адзуки. Поскольку окова предназначена для употребления при комнатной температуре, её используют для приготовления онигири, чтобы она хорошо замораживалась.

## Этимология
«Окова» в переводе с японского происходит от сокращенной формы «ковамеси» (яп. 強飯, что означает «твёрдый рис»). Иногда блюда, приготовленные путём смешивания различных сортов риса, также называют оковой.

## История
До конца эпохи реставрации Мэйдзи клейкий рис был ценным продуктом, а приготовленный на пару клейкий рис был праздничным блюдом, которое можно было есть только в отдельные торжественные дни, фестивали и на японский Новый год.
Первоначально название относилось к простому клейкому рису, приготовленному на пару, сегодня окова относится к красному рису, называемому сэкихан. Белый рис, приготовленный на пару, называется по-другому.

## Виды
Окову можно сочетать с любыми мясными или овощными блюдами, в том числе с основным рисом и другими вкусовыми добавками. Некоторые традиционные гарниры включают сладкий картофель, предварительно приготовленные каштаны, отварные побеги бамбука. Также часто добавляют свинину, запечённую утку или нарезанную кубиками колбасу. Другие способы приготовления риса включают в себя кайю, данго, конджи, моти и суши

## Приготовление
Ингредиенты, используемые для приготовления рисовых шариков оковы, включают круглозёрный клейкий рис, кунжутное масло, даси, соевый соус, мирин, поваренную соль, имбирь, нарезанные грибы и морковь, сладкий картофель, каштаны, зелёный лук, вареную рыбу и лист нори. Рис промывают водой и оставляют настаиваться примерно на тридцать минут. Рис добавляют вместе с бульоном, мирином, кунжутным маслом, солью, саке в рисоварку и оставляют ещё на тридцать минут. Затем добавляются мясо, овощи и имбирь, и плита переключается на режим приготовления мелкозернистого риса. На время использования кастрюлю закрывают крышкой и доводят до кипения, затем убавляют огонь ещё на двенадцать минут. Затем огонь выключают и готовят рис на пару ещё десять минут. Рис выдерживают при комнатной температуре и формуют из него небольшие треугольники или шарики. Наконец, основу рисовых шариков оборачиваем листом нори.